# 樂輓
樂輓（?—?），子姓，樂氏，名輓，是樂喜的孙子，宋国大司寇。
前520年二月二十一日，宋国华向之乱，华亥、向宁、华定、华貙、华登、皇奄伤、省臧、士平失败，逃亡楚国。宋元公任命公孙忌做大司马，边卬做大司徒，乐祁做司马，仲几做左师，乐大心做右师，乐輓做大司寇，来安定国人。